# Hugh Ashworth
Hugh Ashworth (* 13. März 1961 in Basingstoke) ist ein ehemaliger britischer Radrennfahrer.

## Sportliche Laufbahn
Ashworth war Straßenradsportler. Er gewann in seiner Karriere eine Reihe von britischen Eintagesrennen, Einzelzeitfahren und Etappen kleinerer Rundfahrten. 1983 startete er mit der britischen Nationalmannschaft in der Internationalen Friedensfahrt und kam auf den 81. Platz, 1984 wurde er 69. der Gesamtwertung. Er startete für den Verein CC Basingstoke.
Ashworth stand im Mittelpunkt des Dokumentarfilms von Rainer Ackermann aus dem DEFA-Studio für Dokumentarfilme über die 36. Internationale Friedensfahrt 1983. Der Film kam 1984 zur Aufführung. 1986 wurde er Berufsfahrer.